# 899 до н. е.

## Події
- Китай: І-ван (懿王, особисте ім'я Цзі Цзянь), сьомий цар династії Чжоу (до 892 р. до н. е.)